# Liphistius laruticus
Liphistius laruticus är en spindelart som beskrevs av Peter J. Schwendinger 1997. Liphistius laruticus ingår i släktet Liphistius och familjen ledspindlar. Inga underarter finns listade i Catalogue of Life.